# Raft (videogioco)
Raft è un videogioco del 2018 sviluppato da Redbeet Interactive e pubblicato da Axolot Games.

## Trama
Il giocatore comincia la partita su una zattera nel mezzo di un oceano, con un uncino con il quale può pescare barili, legno, foglie di palma, plastica ed altri oggetti galleggianti. Quest'ultimi possono essere raccolti anche a mano o mentre si nuota, tuttavia è necessario prestare attenzione ad abbandonare la zattera non ancorata in quanto la corrente ed il vento potrebbe allontanarla troppo velocemente dal giocatore oppure si potrebbe essere attaccati dallo squalo sempre in agguato vicino all'imbarcazione. Utilizzando un sistema di creazione, il giocatore può usare i materiali raccolti per assemblare e ricercare nuovi oggetti e per espandere e migliorare la propria zattera. Ad esempio, è possibile fabbricare strumenti, armi e reti, migliorare il controllo e la guida dell'imbarcazione, fabbricare sistemi tecnici o apportare modifiche puramente visive.
Il giocatore deve anche gestire i bisogni di base come la fame e la sete catturando o coltivando cibo e purificando l'acqua salata da bere. Durante il gioco, ci si può imbattere in isole che il giocatore può esplorare per ottenere oggetti e risorse speciali. È possibile inoltre, immergersi nelle regioni costiere e raccogliere oggetti rari, tra i quali: alghe, minerale di ferro o di rame e argilla.
Con l'aiuto di una radio, il giocatore scoprirà a poco a poco la trama del gioco, seguendo gli indizi lasciati da altri naufraghi. In seguito ad un diluvio universale, il protagonista è alla ricerca di sua moglie e sua figlia. Il giocatore potrà scoprire segnali radio vicini e seguirli per scovare nuovi indizi su altri sopravvissuti e scoprire isole o relitti per proseguire la ricerca della sua famiglia. Tutte queste informazioni verranno registrate in un diario a cui il giocatore potrà fare riferimento. Dopo aver raccolto tutte le trame di base, ai giocatori verrà assegnata una nuova frequenza radio per trovare la trama successiva. Il gioco è suddiviso in capitoli a cui si accede completando la linea narrativa precedente alla fonte del segnale radio.

## Modalità di gioco
Il gioco è in prima ed in terza persona e può essere giocato sia in modalità giocatore singolo che in modalità multiplayer . Con quest'ultimo, il server verrà creato da un giocatore e la partita si svolgerà in modalità cooperativa.

## Sviluppo
Raft è stato sviluppato da tre studenti svedesi dell'Università di Uppsala. Lo sviluppo è iniziato nel 2016 ed è ancora in corso. Il 23 maggio 2018, Raft è stato pubblicato come gioco ad accesso anticipato su Steam. Raft era stato precedentemente distribuito sulla piattaforma indie Itch.io, dove è ancora disponibile come download gratuito. Una versione Linux è stata interrotta dopo la versione 1.05 a causa di vincoli di tempo. Due settimane dopo il lancio, il gioco era il numero 3 più scaricato su Steam e aveva venduto oltre 400 000 copie.
Il compositore tedesco Jannik Schmidt è responsabile della colonna sonora del gioco.

## Capitoli
Il videogioco è suddiviso in capitoli, i quali aggiungono pezzi di trama oltre a nuove meccaniche e oggetti.

### Capitolo 1
Il primo capitolo è stato pubblicato su Steam con un aggiornamento del gioco il 3 dicembre 2019, aggiungendo alla trama: una stazione radio in mezzo all'oceano dove si potranno trovare delle note e registrazioni di altri naufraghi, una nave da crociera deserta ormeggiata ad una piccola isola, dove si potrà trovare il progetto per un motore rudimentale per la zattera e l'isola Balboa, un'oasi abitata da orsi nella quale troveremo 3 torri radio da attivare per ottenere indicazioni sul prossimo obiettivo.

### Capitolo 2
Nel secondo capitolo, pubblicato su Steam l'8 ottobre 2020, vengono aggiunte alla trama due nuove destinazioni: un'isola desertica, Caravan, colma di container e vecchie roulotte. L'obiettivo è di trovare 3 parti di un caricatore di batterie e delle parti per creare una teleferica i quali permetteranno al giocatore di arrivare all'ufficio del sindaco contenente le indicazioni per la prossima destinazione. Viene inoltre aggiunta Tangaroa una città di grattacieli galleggiante, seguendo le indicazioni del diario, riparando componenti elettrici e trovando indizi, il giocatore dovrà trovare il modo di ottenere le annotazioni dei naufraghi con le istruzioni per raggiungere le destinazioni del terzo capitolo non ancora pubblicato.

## Accoglienza
Fino alla fine di maggio 2017 la versione per sviluppatori è stata scaricata oltre sette milioni di volte. Il sito web Polygon ha definito il gioco uno dei prodotti di maggior successo su Steam del 2018 e ha elogiato il mix di esplorazione, raccolta, gestione e apprendimento. Il gioco ha guadagnato fama, tra le altre cose, grazie a numerosi Lets Play sulla piattaforma video di YouTube.
Gli sviluppatori hanno detto a PC Gamer che una delle ragioni del successo rispetto ad altri giochi di sopravvivenza giocati in un mondo aperto potrebbe essere l'area di gioco limitata. A causa del sistema sandbox e dell'ambientazione in mare aperto, il gioco viene spesso confrontato con Subnautica. 